# ويليام تي أندرسون
ويليام تي أندرسون (بالإنجليزية: William T. Anderson)‏ هو عسكري أمريكي، ولد في 1839 في مقاطعة هوبكنز في الولايات المتحدة، وتوفي في 26 أكتوبر 1864 في مقاطعة راي في الولايات المتحدة.